# Eben Alexander
Eben Alexander (ur. w grudniu 1953 w Charlotte) – amerykański neurochirurg.

## Życiorys

### Edukacja
Alexander ukończył w 1972 ekskluzywną szkołę średnią Phillips Exeter Academy. Studiował na Uniwersytecie Karoliny Północnej w Chapel Hill, na którym uzyskał bakalaureat w 1975. Tytuł doktora nauk medycznych uzyskał na Uniwersytecie Duke’a w 1980.
Był stażystą chirurgii ogólnej i neurochirurgii w Medycznym Centrum Uniwersytetu Duke’a. Staże i stypendia naukowe odbywał m.in. również w dwóch największych szpitalach uniwersyteckich Uniwersytetu Harvarda: Massachusetts General Hospital i Brigham and Women's Hospital.
Posiada certyfikaty Amerykańskiej Komisji Neurochirurgicznej oraz American College of Surgeons.

### Kariera
Alexander był wykładowcą w Medycznym Centrum Uniwersytetu Duke’a, Brigham and Women’s Hospital, Harvard Medical School, University of Massachusetts Medical School i University of Virginia Medical School. Pracował jako chirurg i neurochirurg w Brigham and Women’s Hospital, Boston Children's Hospital, Dana-Farber Cancer Institute, Massachusetts General Hospital, University of Massachusetts Medical Center i Lynchburg (Virginia) General Hospital Centra Health.
Alexander jest członkiem Amerykańskiego Towarzystwa Medycznego oraz wielu innych organizacji zawodowych. Był członkiem redakcji kilku czasopism branżowych.

## Pisarstwo
Alexander jest autorem autobiograficznej książki Dowód. Prawdziwa historia neurochirurga, który przekroczył granicę śmierci i odkrył niebo (2012), w której opisuje swoje doświadczenie eksterioryzacji i doświadczenie prawie śmierci, kiedy przebywał w śpiączce wywołanej zapaleniem opon mózgowo-rdzeniowych w 2008. Na podstawie doświadczeń Alexander postawił hipotezę o niezależności świadomości od mózgu. W październiku 2012 książka Alexandra znalazła się na okładce Newsweeka. W maju 2012 Alexander przedstawił nieco bardziej techniczną stronę wydarzeń opisanych w książce w artykule My Experience in Coma w „AANS Neurosurgeon”, czasopiśmie branżowym Amerykańskiego Towarzystwa Neurochirurgów.
Książka Alexandra i jej kampania promocyjna zostały skrytykowane przez naukowców. Neurobiolog i filozof Sam Harris uznał jego relację za „alarmująco nienaukową” oraz zarzucił mu brak wystarczających dowodów na poparcie swojej tezy i „oparcie się na wielokrotnych zapewnieniach, że jego wizje nieba wystąpiły w czasie, kiedy jego kora mózgowa była »zamknięta«, »nieaktywna«, »całkowicie zamknięta«, »całkowicie niedostępna« i »oszołomiona całkowitą bezczynnością«. […] Dostarczone przez niego środki dowodowe na potrzeby tego twierdzenia są nie tylko niewystarczające – sugerują, że nie wie nic o istocie nauki o mózgu”. „Nawet w przypadkach, gdy mózg jest zamknięty, jego działalność musi powrócić, jeśli osobnik ma przetrwać i opisać doświadczenie. W podobnych wypadkach nie ma ogólnie żadnego sposobu by ustalić, że doświadczenie prawie śmierci nastąpiło wówczas, kiedy mózg był nieaktywny”.
W odpowiedzi Eben Aleksander krytykuje Sama Harrisa, mówiąc iż nie tylko nie zapoznał się z treścią jego książki, ale nawet z historią jego choroby. Zarzuty Harrisa wynikają jedynie z jego uprzedzeń, bez znajomości faktów.
Neurolog i pisarz Oliver Sacks zgodził się z Harrisem, mówiąc, że „zaprzeczenie możliwości jakiegokolwiek naturalnego wyjaśnienia dla doświadczenia śmierci, jak to robi Alexander, jest więcej niż nienaukowe – jest antynaukowe. […] Najbardziej prawdopodobną hipotezą w przypadku dra Alexandra jest nie wystąpienie NDE w czasie śpiączki, ale w momencie wybudzania z niej, kiedy jego kora mózgowa wracała do pełnej czynności. Dziwne, że nie pozwala na to oczywiste i naturalne wyjaśnienie, lecz upiera się przy tym nadprzyrodzonym”. Na brak dowodów przemawiających za hipotezą Alexandra również zwracali uwagę m.in. Peter Fenwick i Colin Blakemore.
W listopadzie 2012 Alexander odpowiedział na stawianą mu krytykę w drugim artykule w Newsweeku. Powołuje się w nim na brak aktywności w czasie śpiączki w jego mózgu szerokich połączeń neuronowych mogących wytwarzać świadomość. W swoim artykule Alexander podkreślił, powołując się na swoich lekarzy, że nie było możliwe, aby bakterie E.coli, które wywołały u niego zapalenie opon mózgowych, nie uszkodziły którejkolwiek z funkcji mózgu takiej jak wzrok, słuch, emocje, pamięć, język czy logika.

Zachorowałem na rzadko spotykaną odmianę zapalenia opon mózgowych. Prawdopodobieństwo zachorowania na tę właśnie postać wynosi 1:10. Tylko 2 proc. chorych przeżyje. Jednak prawie nikt nie wychodzi z tej choroby inaczej niż - jak to się mówi - w stanie warzywa pozbawionego kontaktu ze światem zewnętrznym. Byłem tak blisko śmierci, jak tylko można być. Dalej jest już tylko przyjazd koronera. Ale w tej samej chwili byłem też gdzie indziej ... Zgodnie ze współczesnym rozumieniem działania mózgu i umysłu jest absolutnie niemożliwe, bym w trakcie śpiączki mógł doświadczać choćby mglistej i ograniczonej świadomości. Tym bardziej, abym mógł odbyć tak niezwykle wręcz żywą, jaskrawą i całkowicie spójną odyseję. A tego właśnie doświadczyłem.

Książka Ebena, opisująca wedle niego doznania poza ciałem, przez dwadzieścia tygodni utrzymywał się na szczycie listy bestsellerów The New York Times. Została przetłumaczona na język polski i ukazała się w Polsce 21 marca 2013.

## Twórczość
- Dowód. Prawdziwa historia neurochirurga, który przekroczył granicę śmierci i odkrył niebo (Proof of Heaven: A Neurosurgeon’s Journey into the Afterlife, 2012) – tłum. Rafał Śmietana, Znak Literanova 2013, ISBN 978-83-240-2373-8.
- Mapa nieba. Nauka, religia i zwykli ludzie udowadniają, że zaświaty naprawdę istnieją (The Map of Heaven. How Science, Religion, and Ordinary People Are Proving That the World Beyond Is Real, 2014) – tłum. Rafał Śmietana, Znak Literanova 2014, ISBN 978-83-240-2648-7.
- Serce świadomości. Podróż neurochirurga w świat zjawisk niewyjaśnionych (Living in a Mindful Universe: A Neurosurgeon’s Journey into the Heart of Consciousness, 2017) – tłum. Rafał Śmietana, Znak Literanova 2019, ISBN 978-83-240-5616-3.